# Torneo WTA de Budapest 2023
El Hungarian Grand Prix 2023 fue un torneo de tenis que se jugó en arcilla y outdoor del 11 al 17 de julio de 2022. Fue la 26.ª edición del Budapest Grand Prix, y fue un torneo WTA 250 en el Tour 2022 de la WTA.

## Distribución de puntos
| Modalidad           | Campeona | Finalista | Semifinal | Cuartos de final | 2ª ronda | 1ª ronda | Clasificadas | 3ª ronda de clasificación | 2ª ronda de clasificación | 1ª ronda de clasificación |
| Individual femenino | 280      | 180       | 110       | 60               | 30       | 1        | 18           | 14                        | 10                        | 1                         |
| Dobles femenino     | 280      | 180       | 110       | 60               | 1        | -        | -            | -                         | -                         | -                         |

## Cabezas de serie

### Individuales femenino
| Tenista           | Ranking | Preclasificada |
| Bernarda Pera     | 27      | 1              |
| Shuai Zhang       | 38      | 2              |
| Camila Giorgi     | 48      | 3              |
| Yulia Putintseva  | 56      | 4              |
| Tatjana Maria     | 62      | 5              |
| Elina Avanesyan   | 68      | 6              |
| Kamilla Rakhimova | 72      | 7              |
| Anna Schmiedlová  | 77      | 8              |
| Nadia Podoroska   | 80      | 9              |

- Ranking del 3 de julio de 2023-[2]

### Dobles femenino
| Tenista                           | Ranking | Preclasificada |
| Anna Danilina Ulrike Eikkeri      | 68      | 1              |
| Anna Bondár Shuai Zhang           | 86      | 2              |
| Tímea Babos Alexandra Panova      | 130     | 3              |
| Angela Kulikov Sabrina Santamaria | 130     | 4              |

## Campeonas

### Individual femenino
Maria Timofeeva venció a  Kateryna Baindl por 6-3, 3-6, 6-0

### Dobles femenino
Katarzyna Piter /  Fanny Stollár vencieron a  Jessie Aney /  Anna Sisková por 6-2, 4-6, [10-4]